# 盖尔芒特
盖尔芒特（法語：Guermantes，法語發音：[ɡɛʁmɑ̃t] ⓘ）是法国塞纳-马恩省的一个市镇，属于托尔西区。

## 地理
盖尔芒特（48°51'16"N, 2°42'21"E）面积1.26 平方千米，位于法国法蘭西島大區塞纳-马恩省，该省份为法国北部内陆省份，北起瓦兹省，西接埃松省、马恩河谷省、塞纳-圣但尼省和瓦兹河谷省，南至卢瓦雷省，东南接约讷省，东临马恩省和奥布省，东北接埃纳省。
与盖尔芒特接壤的市镇（或旧市镇、城区）包括：比西圣乔治、比西圣马丹、贡杜瓦尔河畔孔什、古韦尔讷。

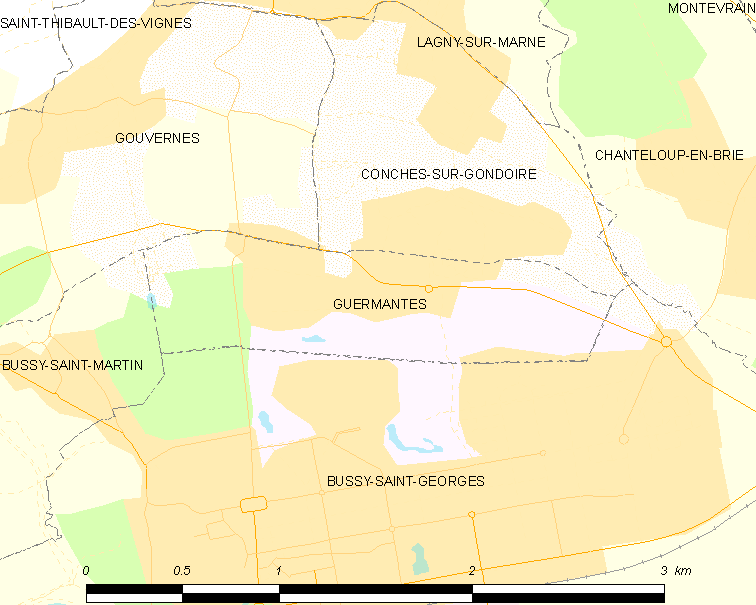
盖尔芒特的OSM定位图

盖尔芒特的时区为UTC+01:00、UTC+02:00（夏令时）。

## 行政
盖尔芒特的邮政编码为77600，INSEE市镇编码为77221。

## 政治
盖尔芒特所属的省级选区为马恩河畔拉尼县。

## 人口

1962-2008年间盖尔芒特人口变化图示

盖尔芒特于2022年1月1日时的人口数量为1151人。